# Kézilabda a 2010. évi nyári ifjúsági olimpiai játékokon
A 2010. évi nyári ifjúsági olimpiai játékokon a kézilabda mérkőzéseinek Szingapúrban a Suntec Hall 602 adott otthont augusztus 20. és 25. között. A fiúknál és a lányoknál is 6–6 csapat szerepelt.

## Csapatok
| Kontinens   | Fiú                               | Lány                            |
| ----------- | --------------------------------- | ------------------------------- |
| Európa      | Franciaország (FRA)               | Dánia (DEN) · Oroszország (RUS) |
| Afrika      | Egyiptom (EGY)                    | Angola (ANG)                    |
| Ausztrália  | Cook-szigetek (COK)               | Ausztrália (AUS)                |
| Ázsia       | Szingapúr (SIN) · Dél-Korea (KOR) | Kazahsztán (KAZ)                |
| Dél-Amerika | Brazília (BRA)                    | Brazília (BRA)                  |

## Éremtáblázat
(Az egyes számoszlopok legmagasabb értéke, vagy értékei vastagítással kiemelve.)
| A 2010. évi nyári ifjúsági olimpiai játékok éremtáblázata kézilabdában | A 2010. évi nyári ifjúsági olimpiai játékok éremtáblázata kézilabdában | A 2010. évi nyári ifjúsági olimpiai játékok éremtáblázata kézilabdában | A 2010. évi nyári ifjúsági olimpiai játékok éremtáblázata kézilabdában | A 2010. évi nyári ifjúsági olimpiai játékok éremtáblázata kézilabdában | Olimpia  |
| ---------------------------------------------------------------------- | ---------------------------------------------------------------------- | ---------------------------------------------------------------------- | ---------------------------------------------------------------------- | ---------------------------------------------------------------------- | -------- |
|                                                                        | Ország                                                                 | Arany                                                                  | Ezüst                                                                  | Bronz                                                                  | Összesen |
| 1.                                                                     | Dánia (DEN)                                                            | 1                                                                      | 0                                                                      | 0                                                                      | 1        |
|                                                                        | Egyiptom (EGY)                                                         | 1                                                                      | 0                                                                      | 0                                                                      | 1        |
|                                                                        |                                                                        |                                                                        |                                                                        |                                                                        |          |
| 2.                                                                     | Dél-Korea (KOR)                                                        | 0                                                                      | 1                                                                      | 0                                                                      | 1        |
|                                                                        | Oroszország (RUS)                                                      | 0                                                                      | 1                                                                      | 0                                                                      | 1        |
|                                                                        |                                                                        |                                                                        |                                                                        |                                                                        |          |
| 3.                                                                     | Brazília (BRA)                                                         | 0                                                                      | 0                                                                      | 1                                                                      | 1        |
|                                                                        | Franciaország (FRA)                                                    | 0                                                                      | 0                                                                      | 1                                                                      | 1        |
|                                                                        |                                                                        |                                                                        |                                                                        |                                                                        |          |
| Összesen                                                               | Összesen                                                               | 2                                                                      | 2                                                                      | 2                                                                      | 6        |

## Érmesek

### Fiú
| A 2010. évi nyári ifjúsági olimpiai játékok érmesei fiú kézilabdában | A 2010. évi nyári ifjúsági olimpiai játékok érmesei fiú kézilabdában | A 2010. évi nyári ifjúsági olimpiai játékok érmesei fiú kézilabdában | A 2010. évi nyári ifjúsági olimpiai játékok érmesei fiú kézilabdában |
| -------------------------------------------------------------------- | -------------------------------------------------------------------- | -------------------------------------------------------------------- | -------------------------------------------------------------------- |
| Arany                                                                | Ezüst                                                                | Bronz                                                                |                                                                      |
| Egyiptom (EGY)                                                       | Dél-Korea (KOR)                                                      | Franciaország (FRA)                                                  |                                                                      |

### Lány
| A 2010. évi nyári ifjúsági olimpiai játékok érmesei lány kézilabdában | A 2010. évi nyári ifjúsági olimpiai játékok érmesei lány kézilabdában | A 2010. évi nyári ifjúsági olimpiai játékok érmesei lány kézilabdában | A 2010. évi nyári ifjúsági olimpiai játékok érmesei lány kézilabdában |
| --------------------------------------------------------------------- | --------------------------------------------------------------------- | --------------------------------------------------------------------- | --------------------------------------------------------------------- |
| Arany                                                                 | Ezüst                                                                 | Bronz                                                                 |                                                                       |
| Dánia (DEN)                                                           | Oroszország (RUS)                                                     | Brazília (BRA)                                                        |                                                                       |